# Congrès mondial amazigh
Pour les articles homonymes, voir CMA.
Le Congrès mondial amazigh (CMA) est une organisation internationale non gouvernementale (ONG) regroupant des associations socioculturelles et de développement berbères, aussi bien d'Afrique du Nord-Ouest que de la diaspora.
Son objectif principal est la défense des droits et des intérêts politiques, économiques, sociaux, culturels et linguistiques des Berbères.
Le CMA a pour mission de porter la revendication berbère au niveau international en informant et en sensibilisant l’opinion publique internationale, les peuples, les États démocratiques et les ONG œuvrant dans le domaine des droits de l'homme, et en interpelant les organisations internationales officielles telles que l’ONU, l’Union européenne, le Conseil de l'Europe et l’Union africaine.
Le CMA s’est également donné pour mission de coordonner et soutenir les actions et projets des organisations de la société civile et des militants œuvrant sur le terrain, dans le domaine de la défense et la promotion des droits des Berbère.
Le Congrès mondial amazigh est né de la volonté des Berbères de se doter d’une structure de coordination et de représentation à l’échelle internationale, indépendante des États et des partis politiques.
Cette idée, vieille de plusieurs années, s'est concrétisée les 1er, 2 et 3 septembre 1995 à Saint-Rome-de-Dolan (France) lors d’un pré-congrès qui a réuni une centaine de délégués d’associations berbères, venus des pays d'Afrique du Nord, d’Europe et d’Amérique. Cette rencontre historique a donné naissance à une organisation internationale appelée Congrès mondial amazigh (CMA) dont le siège se trouve à Paris (France).

## Congrès

### Congrès du CMA unifié
- Ier congrès: 27-30 août 1997 à Tafira (Las Palmas de Grande Canarie, Îles Canaries)
- IIe congrès: 13-15 août 1999 à Lyon (France)
- IIIe congrès: 28-30 août 2002 à Roubaix (France)
- IVe congrès: 5-7 août 2005 à Nador (Maroc)

### Congrès du CMA en cours de scission
- Ve congrès : Meknès (Maroc) pour l'unifié et Tizi Ouzou (Algérie) pour le dissident

### Scission de l'Assemblée mondiale amazighe
À la suite de divergences internes, notamment à propos de l'alternance nationale des présidents et de la limitation à deux mandats pour le titulaire de ce poste, il y a entre 2008 et 2011 deux organisations portant le nom de « Congrès mondial amazigh ».
- l'une, issue du Ve congrès qui s'est déroulé à Meknès (Maroc) –après son interdiction en Kabylie– du 31 octobre au 1er novembre 2008, est dirigée par Belkacem Lounès, binational algéro-français.
- l'autre, "dissidente" et issue d'un « autre Ve congrès » à Tizi Ouzou (Algérie), est dirigée par Rachid Raha, binational maroco-espagnol, déjà président du CMA en 1999-2002 et vice-président en 2002-2008[1]. Cette dernière a décidé, lors de son « VIe congrès » les 9-11 décembre 2011 à Bruxelles (Belgique), du changement de dénomination, de la refonte de ses statuts ainsi que de la création d’une nouvelle institution avec de nouvelles structures. Le Congrès mondial amazigh "dissident" (CMA "Raha") devient l'Assemblée mondiale amazighe (AMA).

### Congrès du CMA après la scission de l'AMA
- VIe congrès: en 2011 à Djerba (Tunisie)
- VIIe congrès: 24-26 juillet 2015 à Agadir (Maroc)
- VIIIe congrès: en 2018 à Tunis (Tunisie)

## Actions et militantisme

### Politiques des pays nord africains envers les Amazighs
Le CMA est notablement critique envers l'ensemble des pays d'Afrique du Nord.
À la mi-novembre 2009, le CMA a remis au Parlement européen un manifeste dénonçant la « politique d’apartheid » » que subiraient les Berbères du Maroc .

### Élections régionales françaises de mars 2010
Pour la première fois, en tant qu'observateur, depuis août 2009, de la fédération Régions et peuples solidaires, partenaire de Europe Écologie, le Congrès mondial amazigh a obtenu un élu aux élections régionales françaises de 2010 en la personne de son président, Belkacem Lounes, élu au Conseil régional de Rhône-Alpes. Il figurait au premier tour en sixième position dans l'Isère, en tant qu'« animateur de Régions et peuples solidaires »" et au second tour en quinzième position sur la liste d'union de la gauche,,.